# Lygodactylus kimhowelli
Lygodactylus kimhowelli (зебровий карликовий гекон) — вид геконоподібних ящірок родини геконових (Gekkonidae). Ендемік Танзанії. Вид названий на честь американського герпетолога Кіма Монро Ховелла.

## Поширення і екологія
Зеброві карликові гекони мешкають на північному сході Танзанії, від міста Танга на захід до заповідника Амані. Вони живуть в прибережних лісах і садах, на висоті до 1350 м над рівнем моря. Ведуть денний, деревний спосіб життя. Самиці відкладають яйця, в кладці 2 яйця.